# Łubin Kościelny (gmina)
Łubin Kościelny (do 1934 Łubin) – dawna gmina wiejska istniejąca do 1934 roku oraz w latach 1952–1954 w woj. białostockim (dzisiejsze woj. podlaskie). Siedzibą gminy był Łubin Kościelny.
W okresie międzywojennym gmina Łubin należała do powiatu bielskiego w woj. białostockim. 13 czerwca 1934 roku do gminy Łubin przyłączono obszar pozbawionych praw miejskich Bociek. Gminę zniesiono z dniem 1 października 1934 roku, a z jej obszaru utworzono nowe gminy Bielsk, Boćki i Brańsk; część obszaru znoszonej gminy włączono także do gminy Wyszki.
Według Powszechnego Spisu Ludności z 1921 roku gminę zamieszkiwało 5.958 osób, wśród których 4.546 było wyznania rzymskokatolickiego, 1.372 prawosławnego, 1 greckokatolickiego a 39 mojżeszowego. Jednocześnie 4.884 mieszkańców zadeklarowało polską przynależność narodową, 1.043 białoruską, 1 rusińską, 26 żydowską a 4 rosyjską. Było tu 1.137 budynków mieszkalnych.
Gminę reaktywowano (pod nazwą Łubin Kościelny) 1 lipca 1952 roku w tymże powiecie i województwie z części gmin Brańsk, Bielsk, Wyszki i Boćki. W dniu powołania gmina składała się z 11 gromad.
Jednostkę zniesiono 29 września 1954 roku wraz z reformą wprowadzającą gromady w miejsce gmin. Gminy nie przywrócono 1 stycznia 1973 roku po reaktywowaniu gmin.